# تاثیر فرهنگی شکیرا

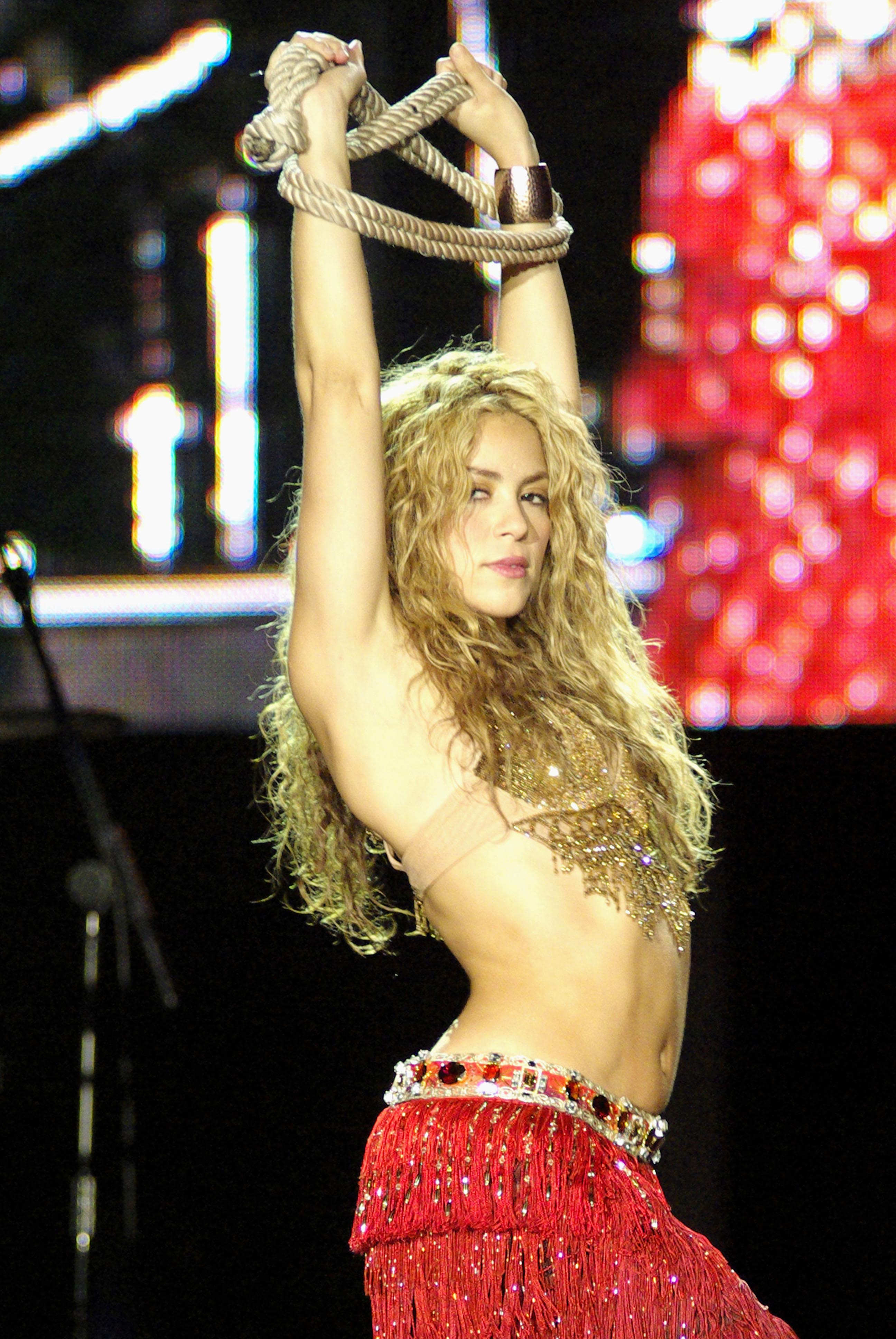
شکیرا در جشنواره Rock in Rio در سال ۲۰۰۸

شکیرا خواننده و ترانه‌سرای کلمبیایی تأثیر قابل توجهی بر چشم‌انداز موسیقی آمریکای لاتین و مناطق دیگر داشته است. علاوه بر این، زندگی حرفه ای او شاهد طول عمر و گستردگی فرهنگی بوده است که شکیرا را قادر می‌سازد تا از نظر اجتماعی، فرهنگی و سیاسی یک چهره با نفوذ در سراسر جهان باشد.
او لقب افتخاری ملکه موسیقی لاتین را دریافت کرده است و به عنوان شناخته شده‌ترین چهره موسیقی لاتین در سراسر جهان در نظر گرفته می‌شود. او با ۱۰۰ میلیون رکورد فروش، پرفروش‌ترین هنرمند زن لاتین در تمام دوران است.
از سال ۲۰۱۸، طبق گزارش فوربس، شکیرا از طریق فروش آلبوم خود موفق‌ترین زن تجاری در موسیقی لاتین بود، بنابراین او را به یکی از پرفروش‌ترین هنرمندان موسیقی در تمام دوران تبدیل کرد. کارلا رامیرز، نویسنده ووگ، از شکیرا به عنوان بزرگ‌ترین نماد زن لاتین در تاریخ یاد می‌کند و روزنامه‌نگار کوئالت اوسدا از لا ونگوردیا، شکیرا را به دلیل داشتن مسئولیت عمده برای محبوبیت موسیقی اسپانیایی زبان در سطح جهانی دارای اعتبار می‌داند. او به خاطر گشودن درهای بازار بین‌المللی برای نسل جدیدی از هنرمندان لاتین اعتبار دارد. لیلا کوبو روزنامه‌نگار از بیلبورد گفت که شکیرا «موسیقی لاتین را روی نقشه قرار داده» همچنین افزود که او «برترین موسیقی لاتین بوده است».
تأثیر او نه تنها از طریق محبوبیت موسیقی اسپانیایی، بلکه از طریق معرفی فرهنگ، ریتم‌ها و میراث موسیقی جامعه لاتین در صحنه جهانی احساس می‌شود. شکیرا در طول زندگی حرفه‌ای خود به دلیل معرفی ژانرهای موسیقی، سازها و تکنیک‌ها از سرتاسر آمریکای لاتین، خاورمیانه و سایر مناطق به مخاطبان گسترده‌تر مورد توجه بوده است. رسانه‌های مختلف شکیرا را هنرمندی توصیف می‌کنند که فرهنگ آمریکای لاتین را در سرتاسر جهان نمایان می‌کند و به او اعتبار می‌دهند که درهای صنعت بین‌المللی را به روی لاتین‌ها باز کرده است. میراث و تأثیر او از موانع زبانی فراتر رفته است، موسیقی لاتین را در سطح بین‌المللی رواج داده است. رسانه‌های مختلف با نامگذاری شکیرا به عنوان «بزرگ‌ترین هنرمند لاتین زن در تمام دوران»، که حرفه ۳۰ ساله و دستاوردهای مختلف او را برجسته می‌کنند، با عقاید عمومی موافق هستند. او یک هنرمند بسیار تأثیرگذار برای هنرمندان مختلف از جوامع مختلف در نظر گرفته می‌شود. با توجه به میراث او به عنوان یک کلمبیایی لبنانی‌تبار، او به‌ویژه برای موسیقی‌دانان لاتین و خاورمیانه تأثیرگذار است. شکیرا همچنین به عنوان یک هنرمند بصری بسیار تأثیرگذار شناخته شده است، موزیک ویدیوها به‌طور خاص به عنوان نقطه الهام برای هنرمندان مختلف نامگذاری شده‌اند.